# Koona
Koona es una comuna rural del departamento de Tessaoua de la región de Maradi, en Níger. En diciembre de 2012 presentaba una población censada de 14 888 habitantes.
En 1899 hizo parada aquí la misión Foureau-Lamy y en los primeros años del siglo XX los colonos franceses establecieron aquí un cantón, aunque quedó vinculado a Korgom entre 1923 y 2002. En la zona predomina la agricultura de secano.
Se encuentra situada en el centro-sur del país, cerca de la frontera con Nigeria. Se ubica unos 20 km al este de Gazaoua.